# Guia da Secção Histórica do Museu Paulista
Guia da Secção Histórica do Museu Paulista é um livro escrito por Afonso d'Escragnolle Taunay sobre o Museu Paulista. Na publicação, a história, as salas, as áreas expositivas e suas obras, assim como as linhas de pesquisa da instituição são apresentadas. Foi publicado em 1937, com 122 páginas, pela São Paulo Imprensa Official do Estado.
A publicação é considerada a primeira obra do museu sobre as suas coleções históricas. Conta com fotografias, além de descrições sobre os detalhes estéticos das salas e até a composição e disposição das suas obras.
O livro é tido como uma resposta à obra de Rodolpho von Ihering, Guia pelas Colleccões do Museu Paulista, publicada em 1907, em que as coleções naturais do Museu Paulista são descritas em detrimento das coleções de história da instituição. Taunay, como historiador e então atual diretor do museu, produz a sua obra de modo a priorizar as coleções de história e tenta redefinir e ressignificar o Museu Paulista como uma instituição de pesquisa e exposição histórica, consequentemente afastando as ciências naturais de sua composição expositiva e museológica.
As áreas expositivas das ciências naturais apenas são abordadas por Taunay, já no final da obra, em algumas linhas, nas quais ele conta como, além das salas de história, o Museu Paulista ainda tem doze de zoologia, duas de botânica e uma de mineralogia e paleontologia.